# Station Poniec
Station Poniec is een spoorwegstation in de Poolse plaats Poniec.